# Kelurahan Ploso (administrativ by i Indonesien, lat -8,21, long 111,10)
Kelurahan Ploso är en administrativ by i Indonesien.   Den ligger i provinsen Jawa Timur, i den västra delen av landet, 500 km öster om huvudstaden Jakarta.